# Benedetta Emilia Agricola
Benedetta Emilia Agricola   (Mòdena, 1722 - Berlín, 1780), nascuda Benedetta Molteni, també coneguda com a Benedetta Emilia Agricola-Molteni, fou una cantatriu dramàtica italiana.
Fou deixebla de Hasse, Porpora i Salimbeni. La seva privilegiada veu reunia a una prodigiosa agilitat, gran volum i puresa de timbre. El doctor Charles Burney, cèlebre historiador musical anglès, afirma que tenia dues octaves i mitja d'extensió, sent igualment forta i potent en tots els registres. Cantava indistintament en italià i en alemany; a l'Òpera de Berlín (1742) aconseguí grans triomfs, que es perllongaren per espai de molts anys, ja que segons deien els escriptors del seu temps, als cinquanta anys encara conservava les seves facultats.
Es casà amb el compositor Johann Friedrich Agricola (1720-1774).